# Deutsche Poolbillard-Meisterschaft 1995 (Herren)
Die Deutsche Poolbillard-Meisterschaft 1995 war die 21. Austragung zur Ermittlung der nationalen Meistertitel der Herren in der Billardvariante Poolbillard. Es wurden die Deutschen Meister in den Disziplinen 14/1 endlos, 8-Ball, 9-Ball und 8-Ball-Pokal ermittelt. Der 9-Ball-Wettbewerb fand in Bruchsal statt, der 8-Ball-Pokal in Erkelenz, die Wettbewerbe in den beiden anderen Disziplinen wurden in Hennef ausgetragen.

## Modus
Die 32 Spieler, die sich über die Landesmeisterschaften der Billard-Landesverbände qualifiziert haben, spielten zunächst im Doppel-KO-System. Ab dem Viertelfinale wurde im KO-System gespielt.

## Medaillengewinner
| Disziplin    | Gold                 | Silber                | Bronze                | Bronze                         |
| ------------ | -------------------- | --------------------- | --------------------- | ------------------------------ |
| 14/1 endlos  | Oliver Ortmann       | Thomas Engert         | Ralf Souquet          | Peter Busarac                  |
| 8-Ball       | Ralf Souquet         | Peter Busarac         | Thomas Engert         | Torsten Beering                |
| 9-Ball       | Francisco Bustamante | Dieter Johns          | Thomas Engert         | Ralf Souquet                   |
| 8-Ball-Pokal | Dirk Thomas (Berlin) | Peter Maas (Saarland) | Frank Glaser (Hessen) | Wolfgang Zumbrägel (Molbergen) |